# Anasuya
Anasuya é um termo sânscrito que significa Caridade. Normalmente se refere a uma personagem da mitologia hindu. A esposa do Rishi Atri. No Ramayana ela aparece vivendo com seu marido em um tipo ascetismo na floresta ao sul de Chitra-kuta. Ela era muito piedosa e vivia em devoção austera, através da qual ela obteve poderes miraculosos. Quando Sita a visitou e ao seu marido, sua atenção e bondade foram tanta que, Sita deu a ela uma pomada, que era manter a sua beleza para sempre. Ela foi a mãe do irascível sábio Durvasas. Um amigo de Sakuntala.